# Орден Святого Георгия (Бавария)

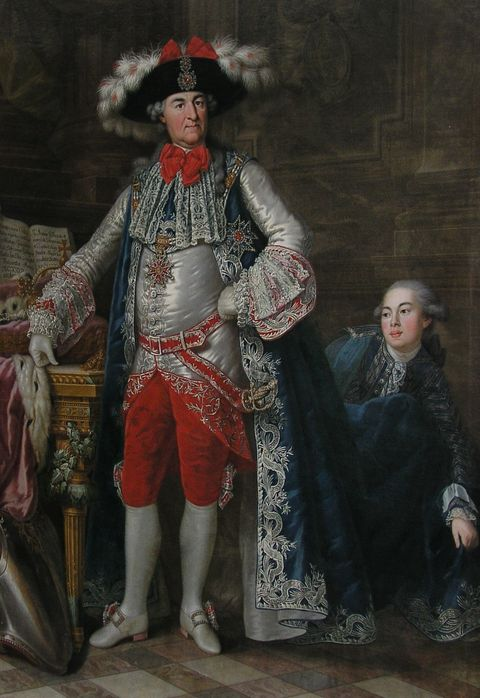
Курфюрст Карл Теодор в облачении Великого Магистра Ордена Святого Георгия

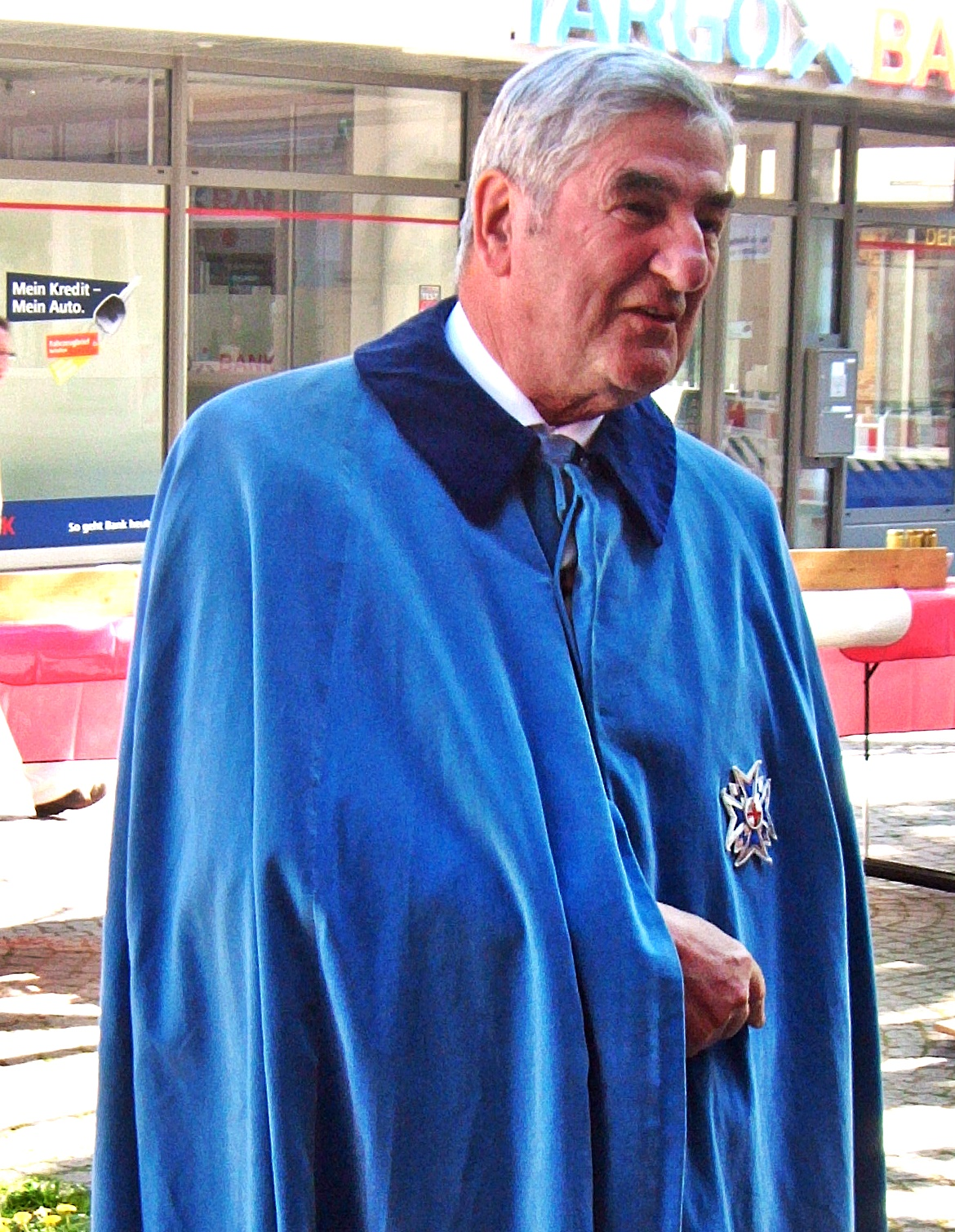
Алоис Константин цу Лёвенштейн-Вертгейм-Розенберг в мантии Рыцаря Святого Георгия (2016)

Королевский орден Святого Георгия и Непорочного зачатия (нем. Königlicher Militärorden des Heiligen Georg zur Verteidigung des Glaubens und der Unbefleckten Empfängnis) — рыцарский орден, основанный как домашний награда Баварского курфюршества. Назван в честь Святого Георгия, покровителя рыцарей. С 1918 года это семейный орден дома Виттельсбахов.

## История
Предположительно орден был основан во время Крестовых походов в XII веке; в 1494 году он был возобновлен священноримским императором Максимилианом I в рамках подготовки к войне против османов. Это относилось к несуществующему ордену Святого Георгия.
Курфюрст Карл Альбрехт продолжил эту традицию, восстановив орден 24 апреля 1729 года. В то время баварский курфюрст был единственным, не имевшим собственного рыцарского ордена. Основание ордена было подтверждено папой Бенедиктом XIII буллой от 18 марта 1728 года Папа дал ему все привилегии Тевтонского ордена, рыцари должны были дать обет защищать Непорочное зачатие Девы Марии.
Максимилиан I Иосиф возвысил орден Святого Георгия до в Баварии после ордена Губерта, а король Людвиг I предоставил ему исчерпывающие статуты 25 февраля 1827 году. Наконец, рыцарский орден был реорганизован при короле Людвиге II 17 апреля 1871 года в духе своего времени, поскольку целью ордена было осуществление дел милосердия вместо «защиты католической веры».

## Степени
В ордене было два «языка» или класса: немецкий и иностранный. Все члены, в генеалогическом древе которых были не немецкие предки, относились ко второй. В 1741 году был добавлен третий класс — рыцарское духовенство.
Во главе ордена стояли Великий Магистр (курфюрст, позже король) и великие приоры (князья), которые формально руководили Великим приоратом (Верхняя и Нижняя Бавария, Верхний Пфальц, позже также Франкония).
Офицерами могли быть великий канцлер, казначей и церемониймейстер, а также их заместители. Они избирались капитулом Большого креста и Командора, высшим органом и судом чести ордена, который проводился ежегодно в День Непорочного зачатия и в День святого Георгия. Он также принимал решения о новых награждениях.
Кавалеры делились на 6 Больших крестов, 12 Командоров и Рыцарей, количество новых членов ограничивалось 6 каждый год.[6] Вакантные должности Большого креста и Командора попеременно занимали Великий магистр и старший по возрасту из немецких Командоров и Рыцарей. Кроме того, Великий магистр мог награждать рыцарей Большими крестами и Командорскими крестами с отличием, но обладателям Ордена запрещалось. Кандидат на Орден должен был подтвердить родословную восьми благородных предков по отцовской и восьми материнской линии и быть не моложе 25 лет.
Высшим капелланом был проректор. С 1733 года контора была связана с монастырём святого Вольфганга. Являясь высшим клириком религиозного ордена, этот ректор занимал почётное место суде курфюршества и имел право носить епископскую митру.
После Первой мировой войны и падения монархии в Королевстве Бавария орден смог выжить как благотворительная организация в качестве династической награды. Великий магистр всегда является главой дома Виттельсбахов, мужчины-члены бывшего королевского дома допускаются в ранге Великих приоров. Текущий Великий Магистр — Франц Баварский, Канцлер ордена — Кристоф Шенк Граф фон Штауффенберг.

## Описание награды
Награда представляла собой восьмиконечный крест с маленькими шариками в точках пересечения. С одной стороны изображение Девы Марии, стоящей на луне на небесно-голубом мальтийском кресте в золотом медальоне. В углах креста буквы VIBI («virgini immaculatae Bavaria immaculata»: «Непорочная дева, непорочная Бавария»). На другой стороне изображён Святой Георгий в окружении лаврового венка в красном кресте, а также буквы IVPF («justus ut palma florebit»: «Праведник прорастает, как пальма»). Синяя сторона креста носилась от дня празднования Непорочного зачатия Девы Марии 8 декабря до кануна Дня святого Георгия 23 апреля, а красная — всё остальное время.
Лента ордена небесно-голубого цвета с белой и синей каймой по краю, на которой орден крепится за голову льва. Великий командор носит ленту с правой на левую сторону тела и небесно-голубую восьмиконечную звезду с серебряным щитом и красный крест на груди. В религиозные праздники (24 апреля и 8 декабря) члены ордена носят особую одежду и крест на золотой цепочке.
Церемониальное одеяние состояло из голубого бархатного халата, подбитого белым шёлком и горностаем. Белые атласные брюки, шёлковые белые чулки и туфли с розочками завершали наряд.

## Количество награждений

### с 1806 по 1918
| Класс ордена           | Число награждённых |
| ---------------------- | ------------------ |
| Великий приор          | 14                 |
| Великий командор       | 92                 |
| Командор               | 82                 |
| Рыцарь                 | 288                |
| Медаль Святого Георгия | 75                 |

### С 1918 по 1986
| Класс ордена     | Количество награждённых |
| ---------------- | ----------------------- |
| Великий приор    | 7                       |
| Великий командор | 59                      |
| Командор         | 76                      |
| Рыцарь           | 145                     |

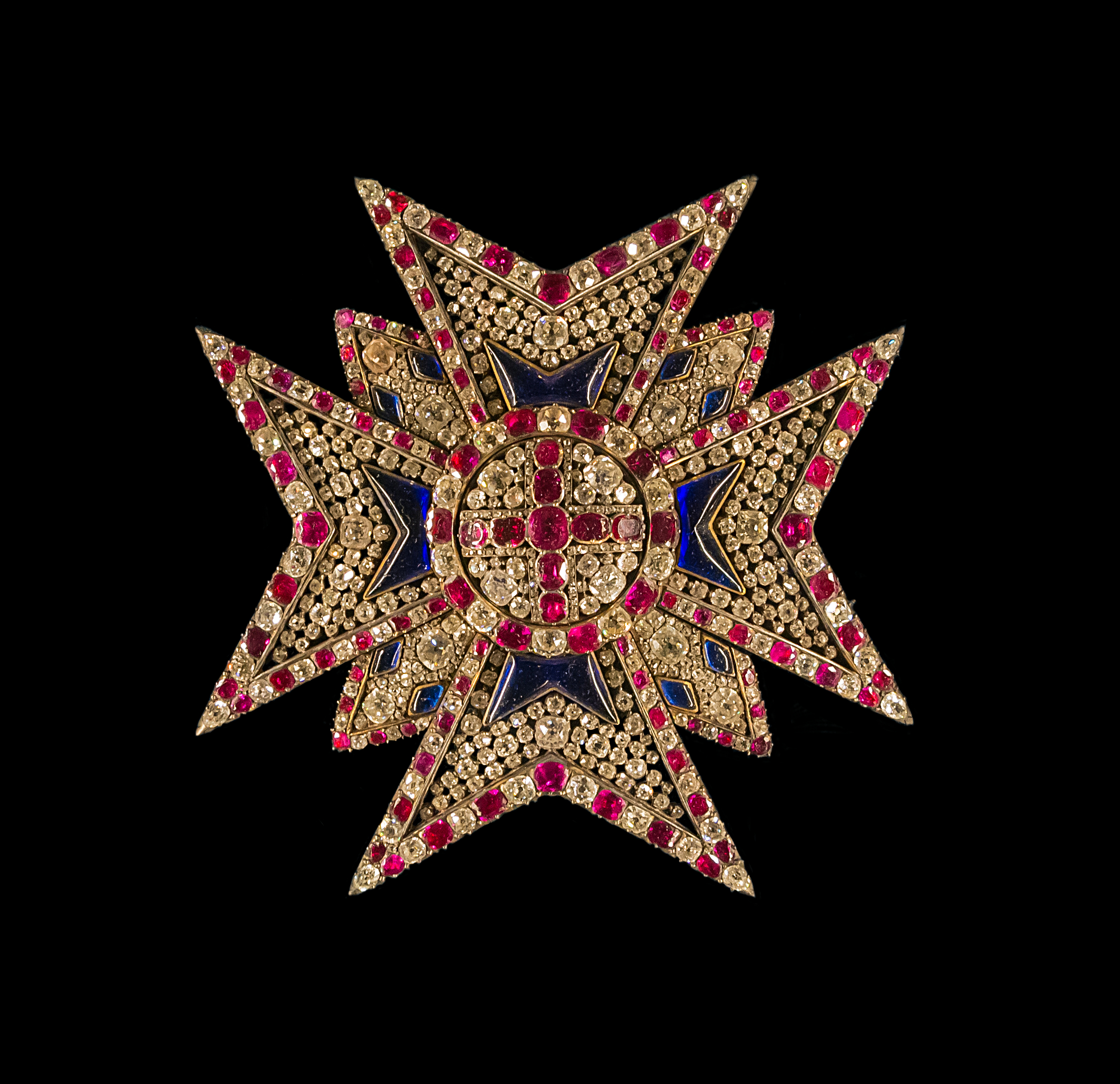
Бриллиантовая звезда ордена Святого Георгия, из сокровищницы Мюнхенской резиденции
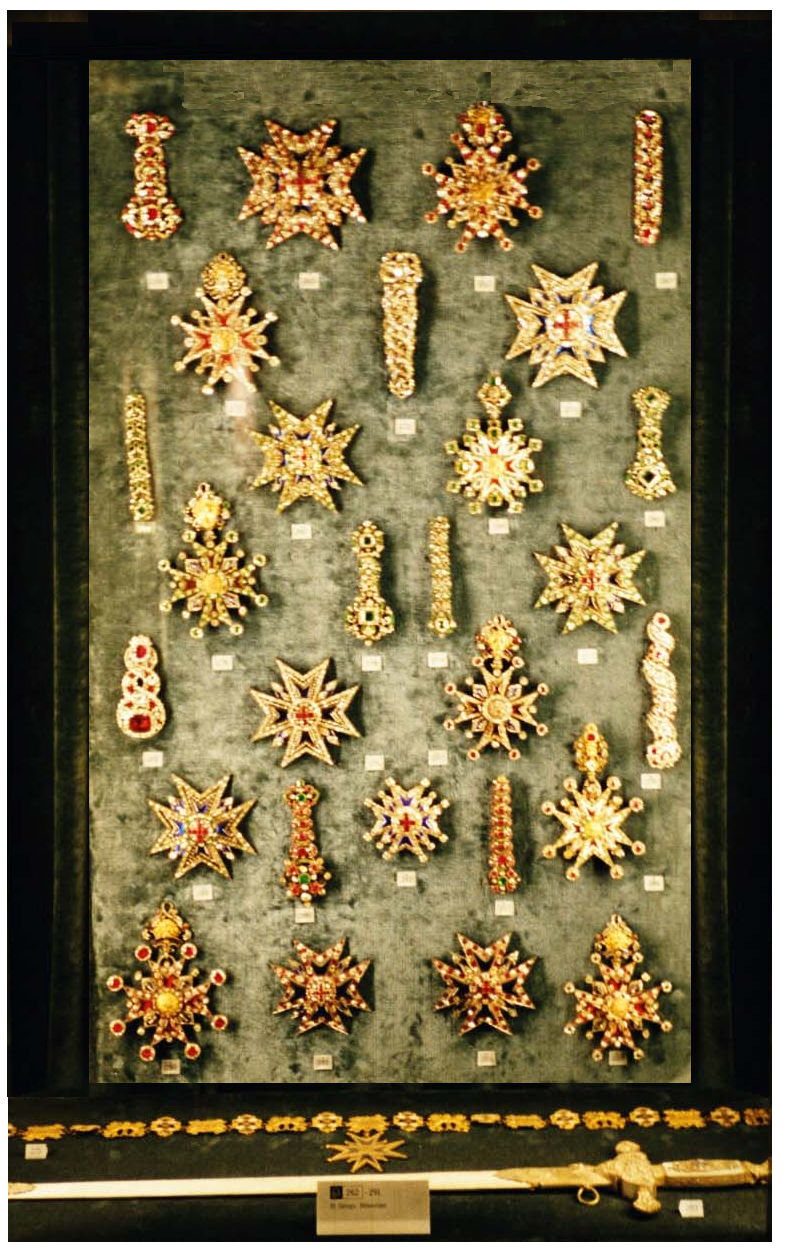
Звёзды ордена из сокровищницы Мюнхенской резиденции
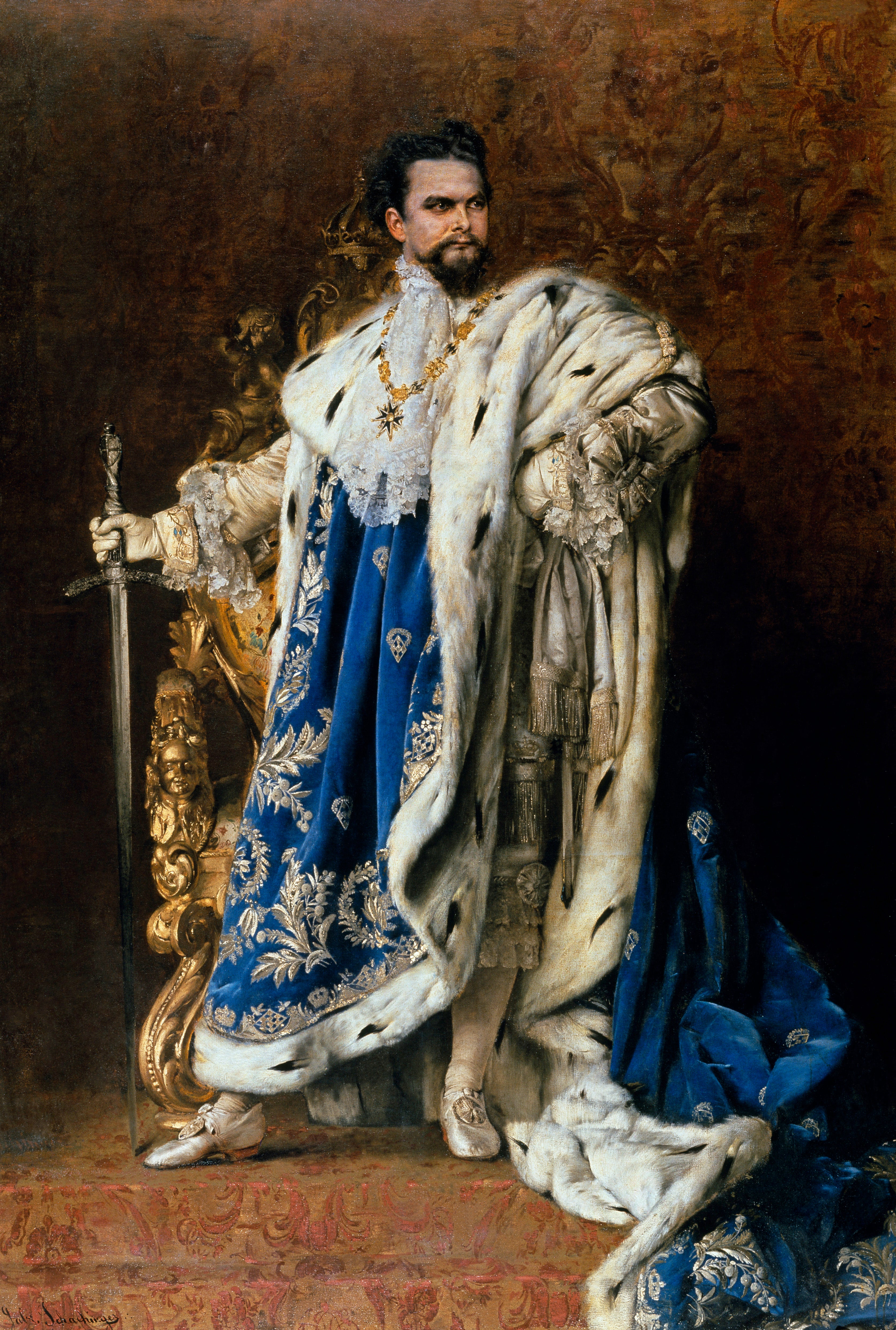
Людвиг II как великий магистр
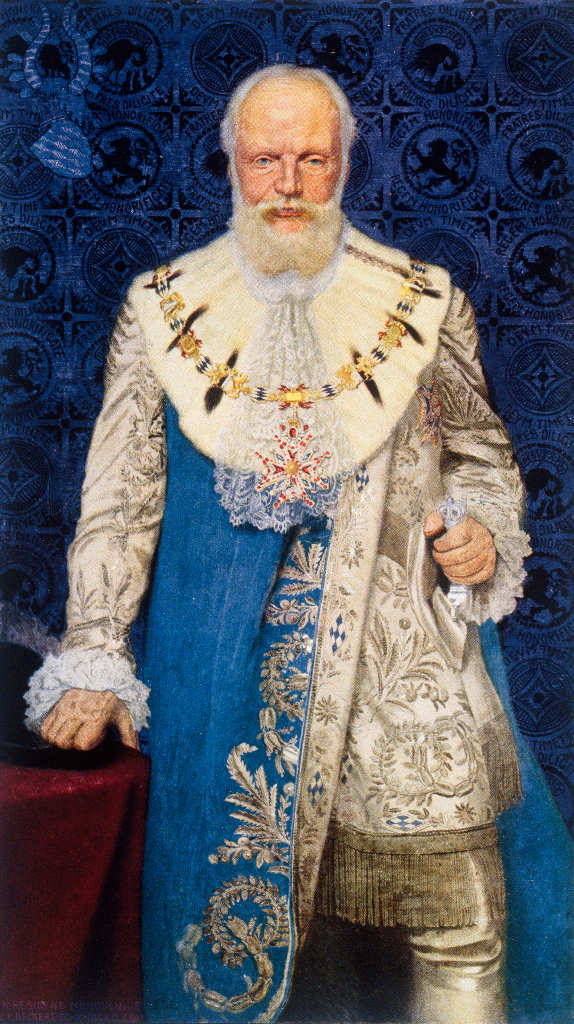
Людовик III как гроссмейстер